# Дудич, Милош
Милош Драгойлович Дудич (серб. Милош Драгојла Дудић; 15 августа 1915, Клинци — середина января 1944, Шековичи) — югославский сербский военачальник, военнослужащий армии Королевства Югославия и Народно-освободительной армии красных партизан, Народный герой Югославии. Сын Драгойло Дудича, также Народного героя Югославии.

## Биография
Родился 15 августа 1915 в деревне Клинци близ Валево в семье земледельцев. Отец Драгойло — крестьянин, писатель, деятель Коммунистической партии Югославии, Народный герой Югославии. Окончил школу города Валево, учился в Военной академии Белграда, нёс службу в Королевской армии Югославии (звание — лейтенант). Участвовал в Апрельской войне, после капитуляции Югославии сбежал в родную деревню, спасаясь от преследования со стороны немцев. В июне 1941 года вместе с отцом занялся организацией партизанских отрядов, возглавив Азбуковицкую партизанскую роту, а затем и Раджевский батальон Валевского отряда. В ноябре 1941 года был принят в Коммунистическую партию Югославии.
После разгрома сил партизан в Бихачской республике Милош остался в Мачве в качестве командира Сувоборского партизанского отряда. В марте 1943 года он возглавил Валевский отряд, а спустя несколько месяцев был назначен на должность заместителя командира 1-й шумадийской бригады. В ноябре 1943 года бригада в Санджаке вошла в состав 2-й пролетарской дивизии, в составе которой участвовала в битве за Приеполье 4 декабря 1943. Милош в том сражении был тяжело ранен.
Солдаты бригады отправились через Озрен и Конюх к центральному госпиталю НОАЮ, однако по дороге в больницу в середине января 1944 года Милош Дудич скончался от последствий ранения. 25 сентября 1945 ему посмертно присвоили звание Народного героя.

## Память
- Бюст Милоша Дудича установлен в парке Виды Йоцич в Валеве.